# Eucalyptus oreades
Eucalyptus oreades är en myrtenväxtart som beskrevs av Ralph Baker. Eucalyptus oreades ingår i släktet Eucalyptus och familjen myrtenväxter. Inga underarter finns listade i Catalogue of Life.

## Bildgalleri

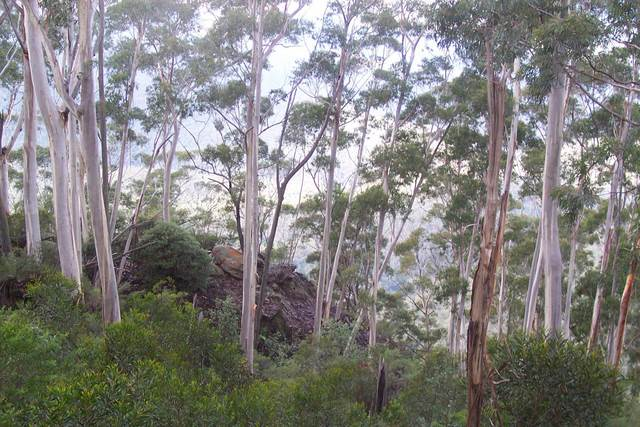
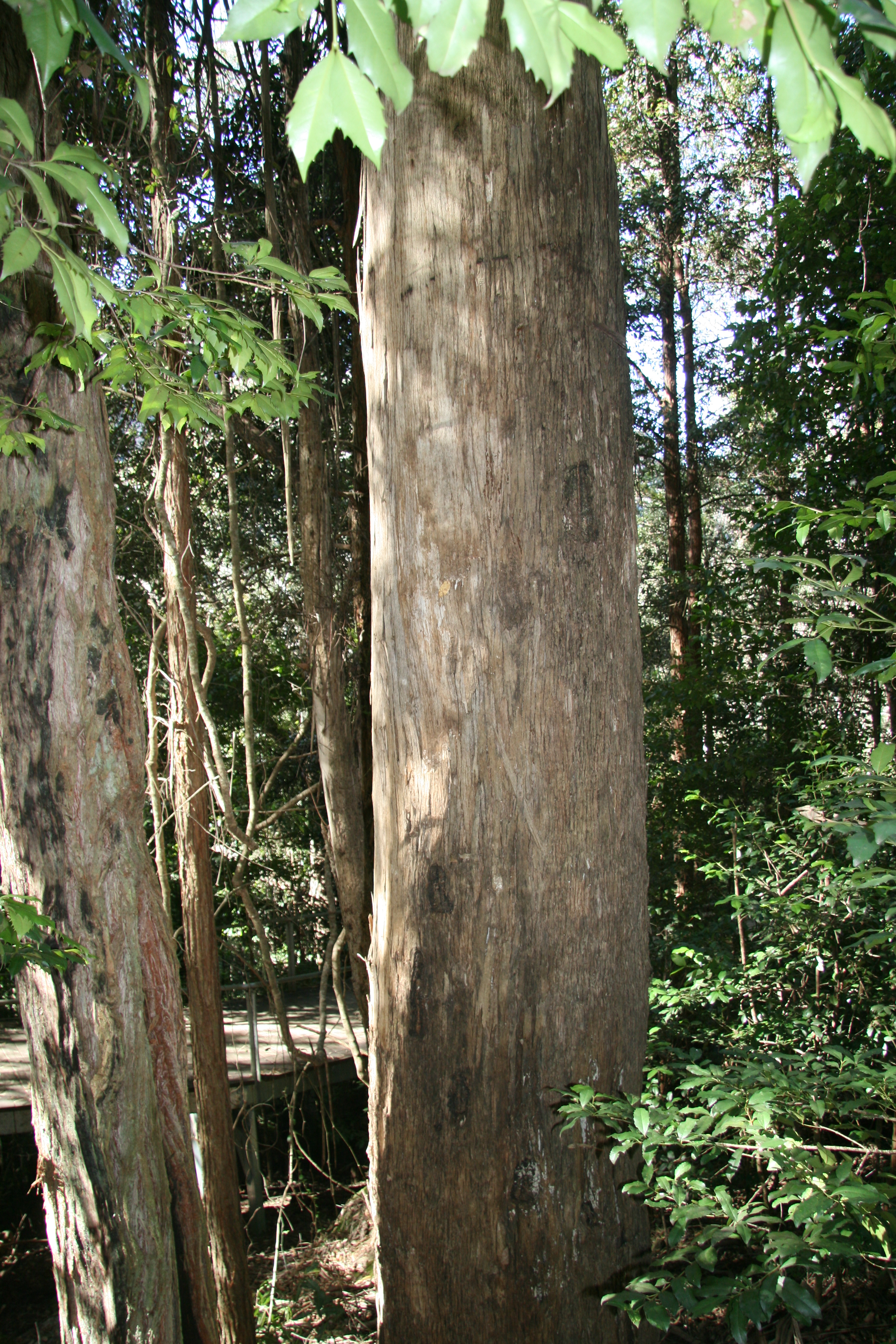
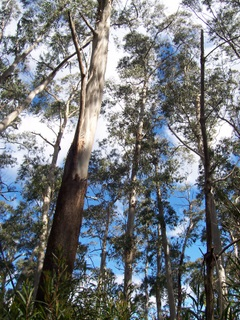